# جون هایدنریش
جون هایدنریش (انگلیسی: Jon Heidenreich؛ زادهٔ ۲۸ ژوئن ۱۹۶۹) کشتی‌گیر کشتی حرفه‌ای اهل ایالات متحده آمریکا است.
از باشگاه‌هایی که در آن بازی کرده است می‌توان به واشینگتن ردسکینز اشاره کرد.